# Pauls Bankovskis
Pauls Bankovskis (10. března 1973 Cēsis – 12. července 2020 Riga) byl lotyšský spisovatel a novinář, jeden z nejpopulárnějších a nejproduktivnějších lotyšských autorů.

## Dílo
Debutoval v roce 1996 sbírkou povídek Strom sv. Bokasína (Svētā Bokasīna koks) a románem Kniha času (Laiku grāmata, 1997). Od té doby vydal devět románů a další čtyři povídkové knihy. Hojně používá postmoderní vyprávěcí postupy kombinující různé literární žánry, rozbitou chronologii vyprávění apod.
Bankovskis vydal pohádku antiutopických zážitků pro mládež Tenký led (Plāns ledus, 1999), poté nastal v jeho díle obrat, radikálně změnil principy psaní a vynesl trumf tím, čemu se spisovatelé jeho generace vyhýbali – pravidly starého realismu.
V románech Lotyšská sovětská žena (Padomju Latvijas sieviete, 2001) a Čeka, bomba, rokenrol (Čeka, bumba un rokenrols, 2002) popisuje období socialismu v Lotyšsku. Nejvíce se proslavil vzpomínkovým románem Čeka, bomba, rokenrol, v němž se vrací do Lotyšska sedmdesátých a osmdesátých let 20. století. V roce 2008 byl román přeložen Michalem Škrabalem do češtiny a vydán v nakladatelství Argo.
Román Mistr Lotyšsko (Misters Latvija, 2002) je syžetově mimořádně poutavé vyprávění o tragikomických a občas neuvěřitelných zážitcích první poloviny 20. století. Historii moderní doby je věnován jeho román Eiroremonts.